# الشدو (الحيمة الداخلية)

تعديل مصدري - تعديل

الشدو هي إحدى قرى عزلة الجدعان بمديرية الحيمة الداخلية التابعة لمحافظة صنعاء، بلغ تعداد سكانها 148 نسمة حسب تعداد اليمن لعام 2004.